# Мудров, Александр Лукьянович
Александр Лукьянович Мудров (1929—2001) — бригадир бетонщиков строительно-монтажного поезда № 183 на строительстве железнодорожной линии Сталинск — Абакан, Герой Социалистического Труда (19.05.1960).
Родился в Воронеже.
После службы в армии (1949-1952) уехал по оргнабору на строительство железной дороги Абакан — Тайшет в Красноярском крае. Ломал камни под фундамент, работал плотником, потом также каменщиком и маляром, бригадиром на строительстве временных сооружений, бригадиром комсомольско-молодёжной бригады бетонщиков строительно-монтажного поезда № 183.
Герой Социалистического Труда (19.05.1960), звание присвоено за выдающиеся достижения в труде при сооружении железнодорожной линии Сталинск-Абакан.
В 1970-е гг. - бригадир строительно-монтажного поезда (СМП) № 576.
После завершения строительства железнодорожной линии до Северобайкальска (1978) остался жить в этом посёлке, работал бригадиром в СМП-575 треста «Нижнеангарсктрансстрой».
С 1989 года на пенсии.
Делегат XXV съезда КПСС.